# Andréi Jojriakov
Andréi Pávlovich Jojriakov (Moscú, 1933 - Tver, 1998) fue un botánico y explorador ruso. Desarrolló gran parte de su actividad científica y académica en la Universidad Estatal de Rusia, accediendo a ser curador de su Herbario (siglas ZMUM, MWG); allí se conservan la mayoría de sus colecciones botánicas.
- La abreviatura «A.P.Khokhr.» se emplea para indicar a Andréi Jojriakov como autoridad en la descripción y clasificación científica de los vegetales.[3]

Más de 220 registros IPNI se poseen de sus identificaciones y clasificaciones de nuevas especies, las que publicaba habitualmente en: Fl. Magadansk. Obl.; Analiz Fl. Kolȳmskogo Nagor'ya; Novosti Sist. Vyssh. Rast.; Sosud. Rast. Sovet. Dal'nego Vostoka; Byull. Moskovsk. Obshch. Isp. Prir., Otd. Biol.; Byull. Glavn. Bot. Sada (Moscú); Bot. Zhurn. (Moscú & Leningrado); Trudy Severo-Vost. Kompl. Nauchno-Issl. Inst.